# Hacı II Giray
Hacı II Giray, född okänt år, död 1689, var Krimkhanatets khan 1683–1684. 